# Alina Rudnyćka
Alina Witalijiwna Rudnyćka (ukr. Аліна Віталіївна Рудницька; ur. 13 sierpnia 1998) – ukraińska zapaśniczka walcząca w stylu wolnym. Piąta w Pucharze Świata w 2019. 
Trzecia na ME U-23 w 2019, a także na MŚ i ME juniorów w 2018. Trzecia na ME kadetów w 2014 roku.